# Conopomorphina
Conopomorphina är ett släkte av fjärilar. Conopomorphina ingår i familjen styltmalar.
Kladogram enligt Catalogue of Life:
| Conopomorphina | \| \| Conopomorphina aptata \| \| \| \| \| \| Conopomorphina gypsochroma \| \| \| \| \| \| Conopomorphina ochnivora \| \| \| \| |
|                | \| \| Conopomorphina aptata \| \| \| \| \| \| Conopomorphina gypsochroma \| \| \| \| \| \| Conopomorphina ochnivora \| \| \| \| |
|                | Conopomorphina aptata |
|                | |
|                | Conopomorphina gypsochroma |
|                | |
|                | Conopomorphina ochnivora |
|                | |